# Fylkesväg 63
Fylkesväg 63 (norska: Fylkesvei 63) är en primär fylkesväg i Norge som går mellan Langvatnet i Skjåks kommun, Innlandet fylke och Sogge bru, nära Åndalsnes i Rauma kommun, Møre og Romsdal fylke. Den passerar genom kommunerna Skjåk, Stranda, Fjord och Rauma.
Vägen är 103,9 kilometer lång, varav 2,6 kilometer i Innlandet fylke och 101,4 kilometer i Møre og Romsdal fylke. Den är asfalterad och passerar bland annat genom orterna Geiranger och Valldal. 
Den berömda turistattraktionen Trollstigen utgör en del av vägen som i sin helhet har status som nationell turistväg (Geiranger – Trollstigen).

## Anslutningar
Fylkesväg 63 ansluter till:
- Riksväg 15 (vid Langvatnet)
- Fylkesväg 650 (vid Linge)
- Europaväg 136 (vid Sogge bru)

## Bilder

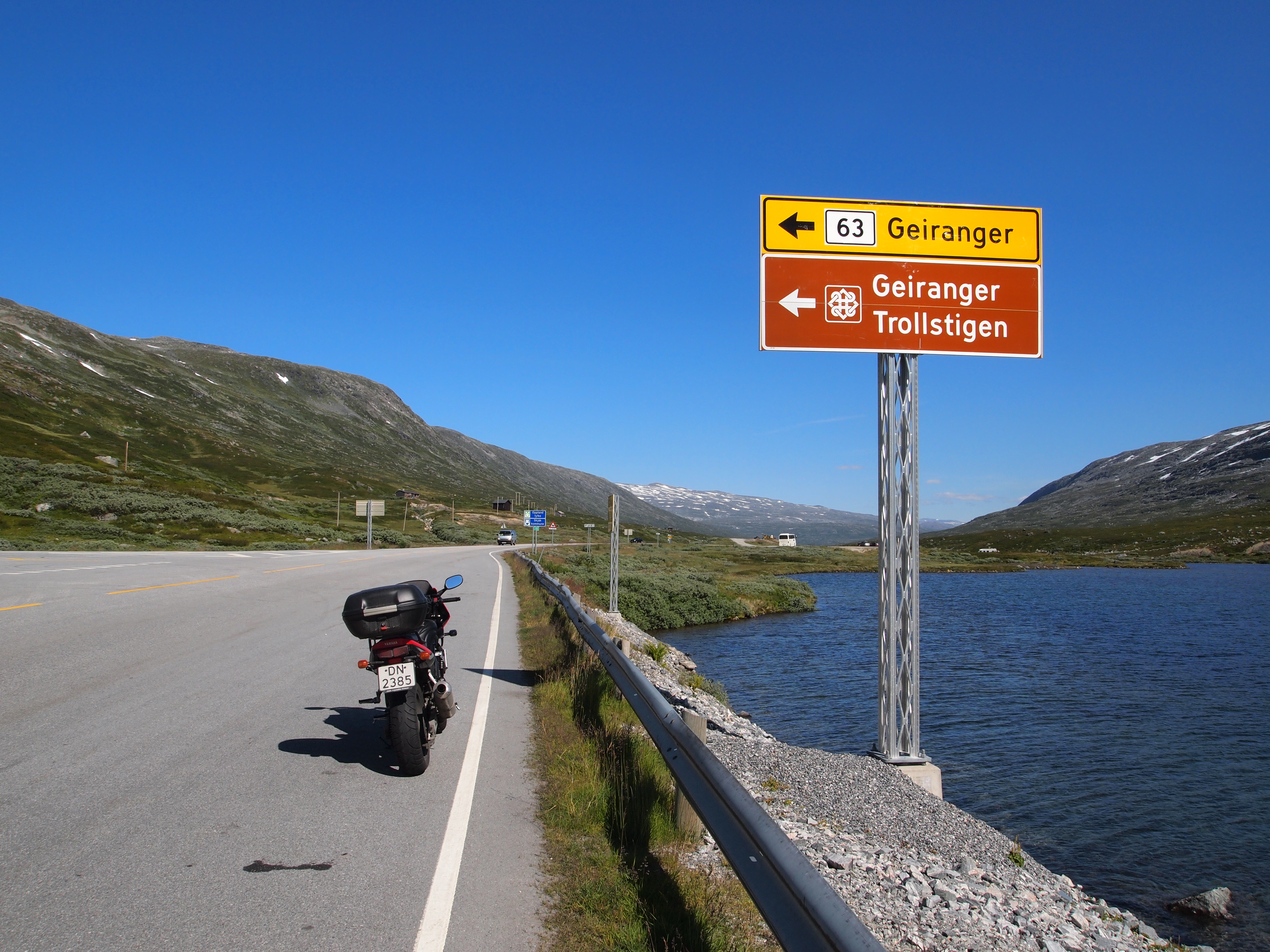
Skylten vid vägskälet där fylkesväg 63 utgår från riksväg 15.
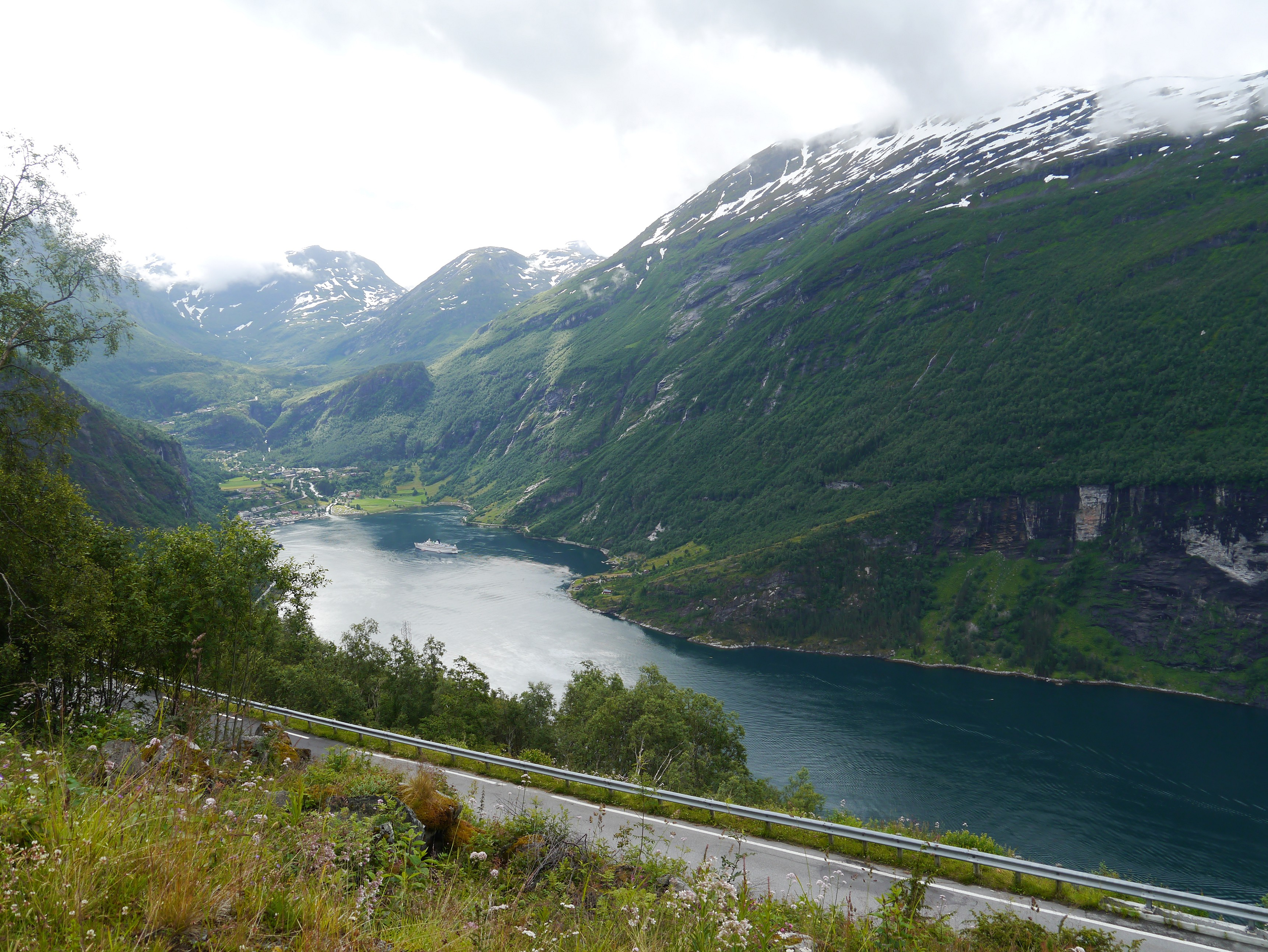
Fylkesväg 63 vid Geirangerfjorden.
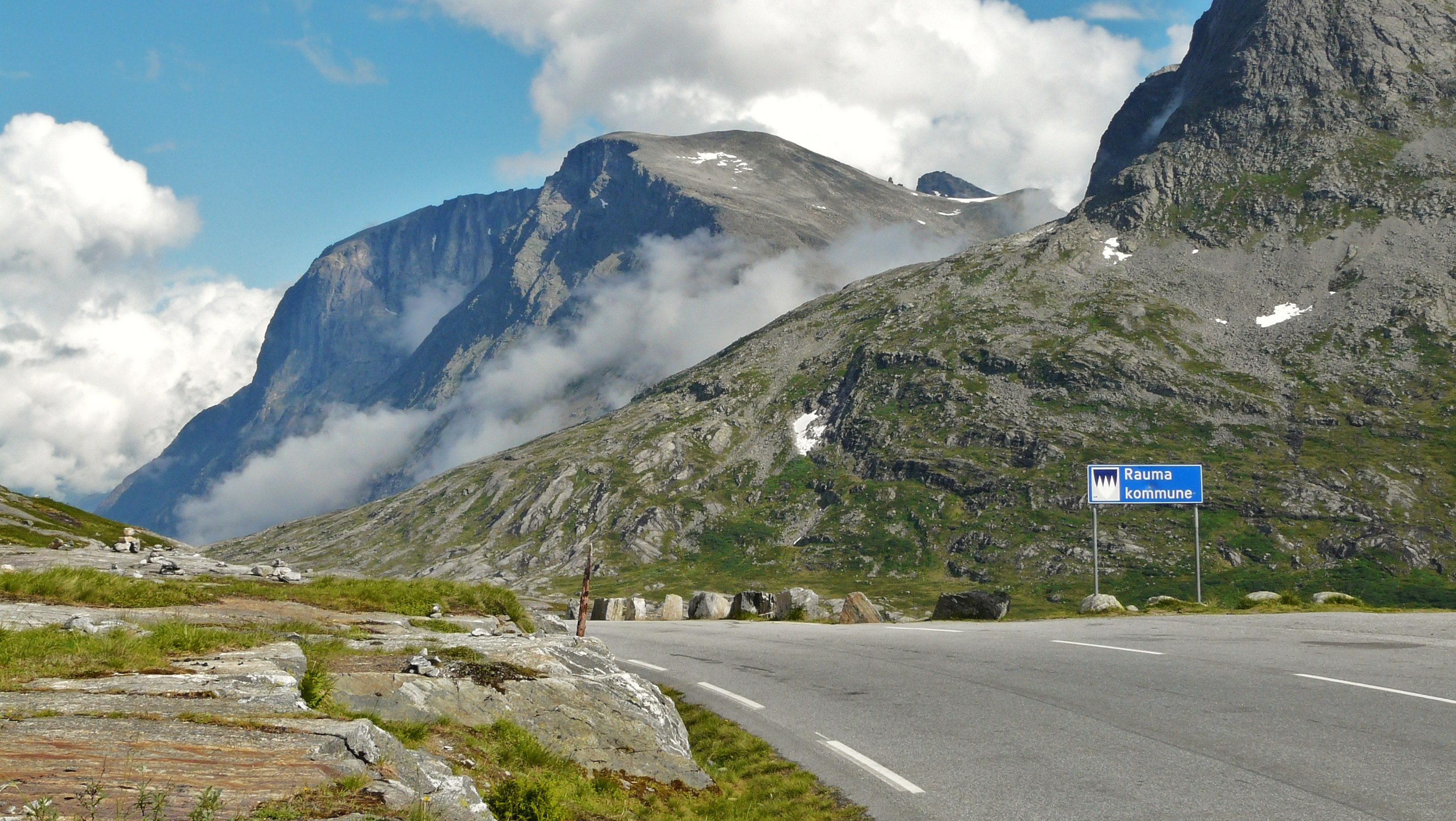
Fylkesväg 63 vid gränsen mot Rauma kommun.